# Ameles fasciipennis
Ameles fasciipennis ist eine Fangschrecke aus der Familie der Mantidae. Von der Art ist nur ein einziges Exemplar, der Holotypus, in der Nähe der italienischen Stadt Tolentino gefunden worden, seitdem wurde sie nicht wiedergefunden. Sie gilt daher als ausgestorben.

## Beschreibung
Das bekannte Exemplar, ein Männchen, erreicht eine Körperlänge von 25 Millimeter, bei einer Vorderflügellänge von 25,7 Millimeter, es ist bräunlich gefärbt. Es ähnelt in der Körpergestalt der Kleinen Fangschrecke (Ameles spallanzania), nur die Vorderschenkel sind etwas schlanker. Das Pronotum ist kurz und breit, der Seitenrand geschwungen, die transparenten Vorderflügel (mit opakem Vorderrand) sind etwa siebenmal so lang wie das Pronotum. Die glasklaren (hyalinen) Hinterflügel überragen in Ruhestellung die Spitzen der Vorderflügel. Die Vorderschenkel sind schlank, etwa viermal so lang wie breit, Mittel- und Hinterbeine filzig behaart. Die Komplexaugen sind kegelförmig, mit einem flachen Buckel ohne Ommatidien.
Die Art ist anhand der Körpergestalt nicht sicher von anderen europäischen Arten der Gattung Ameles unterscheidbar. Ausschlaggebend für die Bestimmung ist die Gestalt des Pseudophallus des Aedeagus, der einen sehr langen subapikalen Stachel trägt.

## Funde
Der einzige Fund stammt nach dem Sammlungsetikett aus Tolentino, Region Marken, in Mittelitalien, aus dem Jahr 1871. Näheres zum Lebensraum ist nicht bekannt. Das Typusexemplar befindet sich im Naturhistorischen Museum Wien, anhand dessen wurde die Art im Jahr 1963 von Alfred Kaltenbach erstbeschrieben.

## Phylogenie, Taxonomie, Systematik
Die Gattung Ameles umfasst etwa 23 Arten mit Verbreitung im Mittelmeerraum, dem Nahen Osten und Russland. Die Arten sind untereinander sehr ähnlich, sie werden morphologisch nach der Gestalt der Komplexaugen, des Frontalsklerits, des Pronotum und des Pseudophallus der Männchen unterschieden. Da verschiedene Arten auch sympatrisch im selben Lebensraum vorkommen können, ist die Unterscheidung problematisch, zumal viele Arten unzureichend beschrieben sind und oft Vergleichsabbildungen fehlen. Fehlbestimmungen sind daher, besonders bei Nicht-Experten, verbreitet und die Anzahl der tatsächlichen (validen) Arten unsicher. Anhand der in Bestimmungsschlüsseln angegebenen Merkmale war es nicht immer möglich, Exemplare seltener Arten, darunter auch dieser, von der verbreiteten Grauen Fangschrecke (Ameles decolor) zu unterscheiden.
Allerdings ist die Faunistik einer schlecht erforschten Insektengruppe wie der Fangschrecken extrem unsicher. Von den im Jahr 2002 bekannten 2198 Arten waren 1062 (also 48 Prozent aller Arten) nur vom Holotyp, oder einem anderen Einzelexemplar, bekannt. Die Experten halten es daher bisher für wahrscheinlich, dass es sich bei Ameles fasciipennis nicht um ein Synonym, sondern um eine valide Art handelt, die allerdings vermutlich (wenn auch nicht mit letzter Sicherheit nachweisbar), ausgestorben ist.
Bei gezielter Nachsuche durch verschiedene Spezialisten in der Umgebung von Tolentino ist es nicht gelungen, die Art wiederzufinden. Da damit seit mehr als 150 Jahren Funde ausgeblieben sind, wurde sie als ausgestorben klassifiziert. Ein direkter Grund für das Aussterben kann nicht angegeben werden, allerdings wird die Region heute sehr intensiv landwirtschaftlich genutzt, so dass der ursprüngliche Lebensraum der landwirtschaftlichen Melioration zum Opfer gefallen sein könnte.